# Софијска декларација
Софијска декларација (буг. Софийска декларация) јесте документ који су 20. априла 1929. године у Софији, главном граду Бугарске, са једне стране потписале вође Усташа — Хрватског ослободилачког покрета Анте Павелић и Густав Перчец, а са друге Национални комитет Савеза македонских емигрантских организација, која је у пракси представљала Унутрашња македонска револуционарна организација. У документу се наводи да ће обје организације координисати своје правне дјелатности.

## Текст декларације
Пригодом братског посјета хрватског народног заступника Д-ра Анте Павелића и градског заступника града Загреба Густава Перчеца Националном Комитету Македонских емигрантских организација у Бугарској, констатирано је с обје стране, да им немогући режим, коме су подвргнуте Хрватска и Мацедонија, подједнако налаже, да координирају своју легалну дјелатност за извојштење човјечјих и националних права, политичке слободе, те потпуне независности и Хрватске и Мацедоније.
Том згодом изјављено је с обје стране, да ће у будуче упети своје напоре за постигнуће тих идеала обих братских народа.

Софија, 20 IV. 1929 г.